# Corynoneura paludosa
Corynoneura paludosa är en tvåvingeart som beskrevs av Lars Zakarias Brundin 1949. Corynoneura paludosa ingår i släktet Corynoneura och familjen fjädermyggor. Inga underarter finns listade i Catalogue of Life.